# Eduard-Nunatak
Der Eduard-Nunatak (bulgarisch Нунатак Едуард Nunatak Eduard) ist ein in nordwest-südöstlicher Ausrichtung 2,32 km lange, 1,14 km breiter und 683 m hoher, gebirgskammähnlicher Nunatak an der Oskar-II.-Küste des Grahamlands auf der Antarktischen Halbinsel. Er ragt 4,6 km nordöstlich des Shiver Point, 8 km ostsüdöstlich des Mural-Nunataks, 5,7 km südwestlich des Skilly Peak und 12,5 km westnordwestlich des Kap Fairweather zwischen der Artanes Bay im Osten und dem Vaughan Inlet im Westen auf.
Die bulgarische Kommission für Antarktische Geographische Namen benannte ihn 2020 nach Roman Eduard, der von 2010 bis 2011 auf der bulgarischen St.-Kliment-Ohridski-Station tätig war.